# Dudael
Dudael (Heb.: Kocioł Boga) to miejsce w którym Archanioł Rafał uwięził jednego z upadłych aniołów, Azazela. Wątek ten pojawia się w apokryficznej księdze Henocha 10:4-5:

Następnie Pan powiedział do Rafała: "Zwiąż Azazela za ręce i nogi i wrzuć go do ciemności.
Otwórz pustynię, która jest w Dudael, i wrzuć go tam.
I rzuć na niego chropowate i ostre kamienie i przykryj go ciemnością.
Niech tam przebywa na zawsze! Przykryj jego oblicze, żeby nie mógł widzieć światła
"